# مجولوژیه
مجولوژیه (به صربی: Međulužje) یک منطقهٔ مسکونی در صربستان است که در ملادنوواتس واقع شده‌است.